# Lil Phat
Lil Phat, né Melvin Vernell III le 25 juillet 1992 à Waco (Texas) et mort assassiné à Sandy Springs (Géorgie) le 7 juin 2012, est un rappeur américain. 
Lors de son enfance, il déménage à Baton Rouge, en Louisiane. Adolescent, il commence à faire du rap et signe un contrat avec Trill Entertainment en 2007, alors qu'il n'avait que 14 ans. Il est surtout connu pour sa contribution au single "Independent" de Webbie. Il a fait plusieurs apparitions sur les tubes de Trill Entertainment avant d'être assassiné à l'âge de 19 ans. 

## Décès
Le 7 juin 2012, Vernell a été abattu de six balles sur le parking de l'hôpital Northside de Sandy Springs, alors qu'il attendait la naissance de sa fille. Des témoins avaient confirmé qu'au moins deux suspects avaient été aperçus, partant en courant juste après la fusillade. Trois hommes ont été reconnus coupables du meurtre en août 2014. Les accusations relatives à deux autres accusés ont ensuite été abandonnées. Parmi les cinq personnes appréhendés, on retrouve un ancien membre de la mafia russe, Mani Chulpayev, devenu informateur pour le FBI, une star du Basketball de San Francisco, Decensae White, ainsi que 3 membres du gang BGM.     

### Apparitions enfeaturing
| Année | Chanson                    | Artiste        | Album                                                 |
| ----- | -------------------------- | -------------- | ----------------------------------------------------- |
| 2007  | "Do It Stick It"           | Trill Fam      | Trill Entertainment Presents: Survival of the Fittest |
| 2007  | "Materialistic Bitch"      | Trill Fam      | Trill Entertainment Presents: Survival of the Fittest |
| 2007  | "Watch My Shoes"           | Trill Fam      | Trill Entertainment Presents: Survival of the Fittest |
| 2007  | "Rubberband Knots"         | Foxx           | Street Gossip                                         |
| 2008  | "Do It Stick It"           | Webbie         | Savage Life 2                                         |
| 2008  | "Independent"              | Webbie         | Savage Life 2                                         |
| 2008  | "Thuggin'"                 | Webbie         | Savage Life 2                                         |
| 2008  | "Showing' Off"             | Webbie         | Savage Life 2                                         |
| 2009  | "My Avenue"                | Lil Boosie     | Superbad: The Return of Boosie Bad Azz                |
| 2009  | "Top Notch"                | Lil Boosie     | Superbad: The Return of Boosie Bad Azz                |
| 2009  | "I'm a Dog"                | Lil Boosie     | Superbad: The Return of Boosie Bad Azz                |
| 2009  | "My Levi's"                | Lil Boosie     | Superbad: The Return of Boosie Bad Azz                |
| 2010  | "Do It Again"              | Lil Boosie     | Incarcerated                                          |
| 2010  | "Do It Bigger"             | Trill Fam      | Trill Entertainment Presents: All or Nothing          |
| 2010  | "Turn the Beat Up"         | Trill Fam      | Trill Entertainment Presents: All or Nothing          |
| 2010  | "Count My Money Backwards" | Trill Fam      | Trill Entertainment Presents: All or Nothing          |
| 2010  | "That's My Baby"           | Trill Fam      | Trill Entertainment Presents: All or Nothing          |
| 2010  | "My Age"                   | Trill Fam      | Trill Entertainment Presents: All or Nothing          |
| 2011  | "What's Happenin'"         | Webbie         | Savage Life 3                                         |
| 2011  | "Trilla Than a Bitch"      | Webbie         | Savage Life 3                                         |
| 2011  | "Right Now"                | Webbie         | Savage Life 3                                         |
| 2011  | "Bounce That"              | Webbie         | Savage Life 3                                         |
| 2011  | "Pops I Luv U"             | Webbie         | Savage Life 3                                         |
| 2012  | "Flush the Yayo"           | OJ da Juiceman | Cook Muzik 2                                          |
| 2012  | "In My Shoes"              | Young Scooter  | Plug Brothers                                         |
| 2012  | By Any Means Necessary     | Lil Trill      | By Any Means Necessary                                |
| 2012  | Rarri                      | Bambino Gold   | F*ck Being Indicted                                   |
| 2012  | That's My Ju               | Lil Mal        | Live From Shady Oaks 3                                |
| 2013  | Pussy & Mouf               | Mista Cain     | Louisicain 2.5                                        |
| 2013  | Stick Up Kidz              | Bambino Gold   | Strictly 4 Traps N Trunks 56 (Hosted By Bambino Gold) |
| 2013  | Roadrunner                 | Young Scooter  | From The Cell Block To Your Block                     |
| 2013  | Fucked Her                 | Webbie         | Savage Life 4                                         |
| 2014  | Been Threw So Much         | Young Scooter  | Street Lottery 2                                      |
| 2014  | Glocks Wit Drums           | Bambino Gold   | Strictly 4 The Traps N Trunks 86 (Hosted By Cap1)     |